# 효자김경석지려
효자김경석지려는 대한민국 전라남도 구례군 산동면에 있다. 2007년 12월 12일 구례군의 향토문화유산 제23호로 지정되었다.

## 개요
영조 31년(1775) 10월 2일 태어난 효자 김경석(金慶錫)은 4세 때부터 조부(祖父)의 팔과 다리를 주물러 드리는 등 갖가지 시중을 드렸으며 조부의 사망으로 인하여 사람은 언젠가는 죽는다는 것을 알고 부모님 살아계실 때 더욱 효도를 해야겠다는 생각으로 정성을 다하여 부모님을 봉양하였고, 부친께서 병환으로 몸이 쇠약해지자 4년간을 계속하여 지리산의 각종 약초(各種 藥草)를 캐어다가 달여 드렸으며 부친의 병세가 위독하자 자신의 허벅지살을 베어 달여드리고 며칠간 더 연명토록 하였다고 한다. 부친의 묘소 주변에 동백과 철쭉을 심어 아름답게 가꾸고 시묘 살이를 하는데 그의 효성에 감동한 호랑이가 함께 지켰다고 한다.